# Pi Canis Majoris
Pi Canis Majoris (π CMa / 19 Canis Majoris) és un estel a la constel·lació del Ca Major de magnitud aparent +4,69. S'hi troba a 96 anys llum de distància del sistema solar. El seu màxim acostament a la Terra tindrà lloc dins de 722.000 anys, quan estarà a una distància de 22,4 anys llum.

## Característiques
Pi Canis Majoris és un estel de la seqüència principal de tipus espectral F1.5V, anteriorment catalogada com a F3V, amb una temperatura efectiva de 6.870 K. Té una lluminositat 10 vegades major que la del Sol i un radi 2,1 vegades més gran que el radi solar. Gira sobre si mateixa amb una velocitat de rotació d'almenys 92 km/s, cosa que suposa una velocitat 46 vegades més ràpida que la del Sol. La seua metal·licitat, expressada com l'abundància relativa de ferro, equival a un 68% de la del Sol ([Fe/H] = -0,17). Amb una massa un 58% major que la massa solar, la seva edat s'estima en 1.400 milions d'anys.
Un excés en la radiació infraroja emesa a 24 i 70 μm indica la presència d'un disc de pols al voltant de Pi Canis Majoris; l'acusat excés a 24 μm i l'excés més feble a 70 μm implica una alta temperatura de la pols de 188 K.
Pi Canis Majoris s'hi mou en una òrbita galàctica notablement excèntrica (i = 0,52). Això propicia que en l'apoastre arribe a estar a més de 22 kilopársecs del centre galàctic, més del doble de la distància del màxim allunyament del Sol.

## Companya estel·lar i variabilitat
Pi Canis Majoris té una tènue acompanyant de magnitud +9,6 visualment a 11,6 segons d'arc, amb la qual forma un sistema binari. La separació real entre ambdós estels és de 339 ua. Així mateix, Pi Canis Majoris pot ser un estel variable amb una petita fluctuació en la seva lluentor de 0,03 magnituds.